# Амадеус
„Амадеус“ (на английски: Amadeus) е американска биографична филмова драма от 1984 г., режисирана от Милош Форман с участието на Ф. Мъри Ейбръхам и Том Хълс. Сценарият е написан от Питър Шафър по неговата едноименна пиеса.
Филмът е номиниран за 53 награди, от които получава 40, включително 8 награди „Оскар“ и 4 награди „Златен глобус“. През 1998 г. Американският филмов институт включва „Амадеус“ в листата 100 години Американски филмов институт... 100 филма. Списание Empire поставя филма в класацията си „500 най-велики филма за всички времена“.

## Сюжет
Историята е свободно базирана на живота на Волфганг Амадеус Моцарт и Антонио Салиери – композитори, живели във Виена през втората половина на XVIII век.

## В ролите
| Актьор           | Роля                    |
| ---------------- | ----------------------- |
| Ф. Мъри Ейбръхам | Антонио Салиери         |
| Том Хълс         | Волфганг Амадеус Моцарт |
| Елизабет Беридж  | Констанце Моцарт        |
| Саймън Калоу     | Емануел Шикандер        |
| Рой Дотрис       | Леополд Моцарт          |
| Кристин Ебърсол  | Катерина Кавалиери      |
| Джефри Джоунс    | Император Йозеф II      |
| Чарлс Кей        | Граф Орсини-Розенберг   |
| Кени Бейкър      |                         |
| Барбара Браян    | мадам Вебер             |

## Награди и Номинации
Награди на Американската Филмова академия „Оскар“ (САЩ):
- награда за най-добър филм
- награда за най-добър режисьор за Милош Форман
- награда за най-добър актьор в главна роля за Ф. Мъри Ейбрахам
- награда за най-добър адаптиран сценарий за Питър Шафър
- номинация за най-добър актьор в главна роля за Том Хълси
- номинация за най-добра кинематография за Мирослав Ондричек

Награди „Златен глобус“ (САЩ):
- награда за най-добър филм
- награда за най-добър режисьор за Милош Форман
- награда за най-добър актьор в главна роля за Ф. Мъри Ейбрахам
- награда за най-добър адаптиран сценарий за Питър Шафър
- номинация за най-добър актьор в главна роля за Том Хълси
- номинация за най-добър актьор в поддържаща роля за Джефри Джоунс